# 130
130 рік — невисокосний рік, що почався в неділю за григоріанським календарем. 
Римська імперія •  Парфянське царство •  Кушанське царство •  Східна Хань •  Сармати

## Геополітична ситуація
Римську імперію очолює імператор Адріан (до 138). Імперія  займає Апеннінський, Піренейський та Балканський півострови, Галлію, частину Британії, Близький Схід, Північну Африку включно з Єгиптом. 
Наймогутніша держава центральної Азії — Парфянське царство. Наймогутніша держава Індостану — Кушанське царство. Династія Хань править у Китаї.  Корейський півострів ділять між собою Три корейські держави. 
Триває докласичний період цивілізації мая.
На території майбутньої України, в степах Причорномор'я, кочують сармати, північніше — племена Черняхівської культури.

## Події

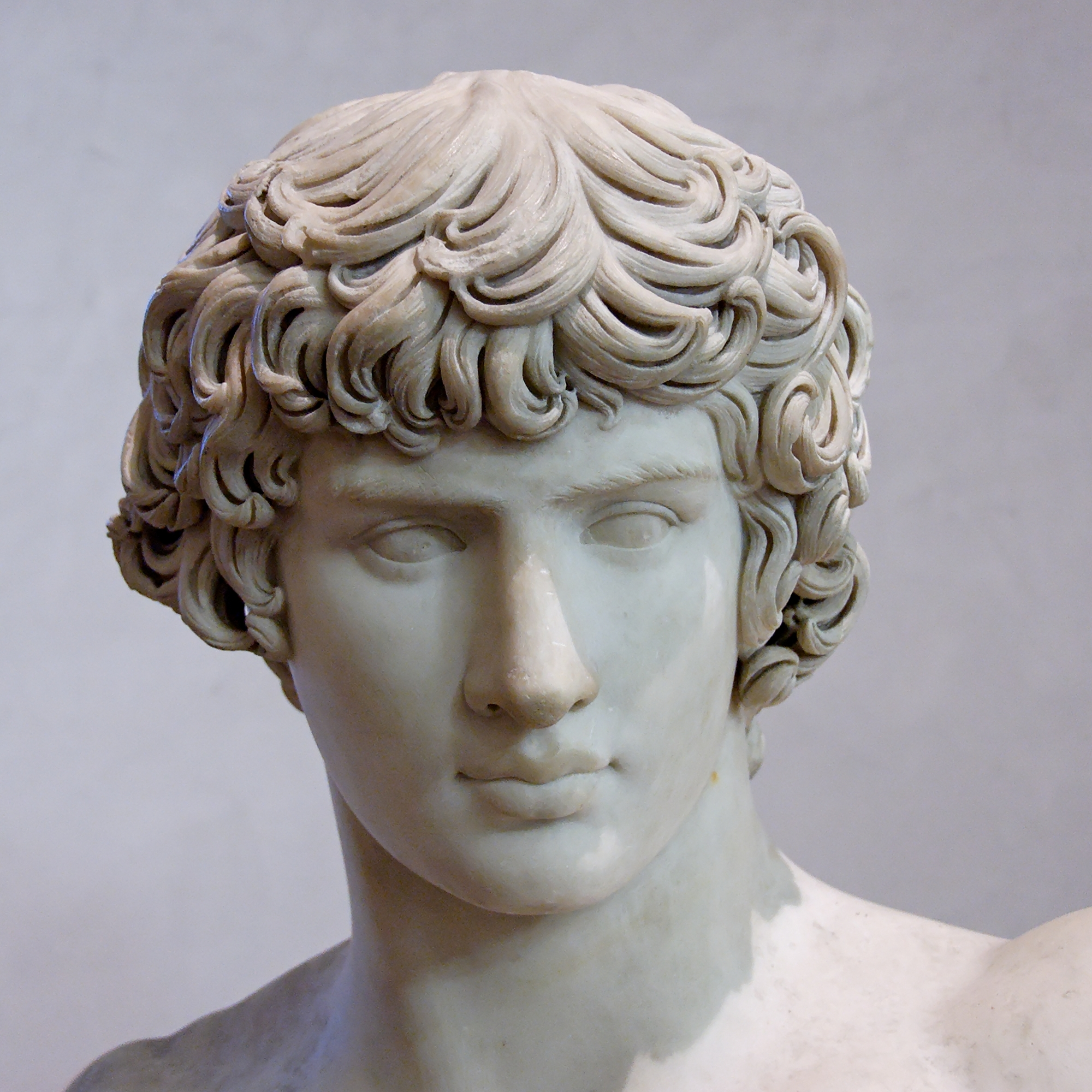
Погруддя Антиноя

- Римськими консулами були Квінт Фабій Катуллін та Марк Флавій Апер.
- Римський імператор Адріан виїхав з Сирії,   відвідав Аравію, а потім здійснив плавання вгору по Нілу.
- 24 жовтня[1] під час плавання втопився улюбленець Адріана Антиной.
- Адріан наказав жерцям обожити Антиноя. На честь Антиноя було споруджено місто Антинополь.
- 18 листопада Адріан відвідав Фіви[1].
- У Римі запроваджено закон, що забороняв страчувати рабів без суду.
- Юдеї на чолі з Бар-Кохба підняли повстання проти римського ярма.
- Написано текст Послання Варнави (дата приблизна).
- Папій, єпископ Ієраполя (Фригія), у  книзі «Тлумачення слів Господа» згадав про написану Матвієм «збірку логій» арамейською мовою (дата приблизна).
- Хунну та ухуані здобули перемогу над сяньбі.

## Народились
- 15 грудня Луцій Вер — римський імператор.
- Авл Геллій — римський письменник і філолог.
- Лю Хун (астроном) — китайський аристократ, астроном часів династії Східна Хань.

## Померли
- Аполлодор Дамаський — давньогрецький архітектор та урбаніст
- 24 грудня — Імператор Кейко — 12-й імператор Японії
- Антиной — фаворит імператора Адріана.
- Марін Тірський — географ, картограф та математик часів Римської імперії.
- Елія Доміція Пауліна — давньоримська матрона, сестра імператора Адріана.